# Єремеєв Валерій Миколайович
Вале́рій Микола́йович Єреме́єв (12 січня 1942 , Саратов  — 31 жовтня 2020 ) — український океанолог, геофізик. Дійсний член НАН України.

## Життєпис
Народився 12 січня 1942 року в Саратові. У 1964 році закінчив Ростовський університет.
У 1965—2000 роках працював у Морському гідрофізичному інституті НАН України (1980—1985 — заступник директора, з 1985 — директор). У 2000 році став директором Інституту біології південних морів НАН України, у 1999 році — також став генеральним директором Океанологічного центру НАН України, до складу якого ввійшли Мор. гідрофіз. ін-т та Ін-т біології пд. морів.
Читає лекції на міжнародних навчальних курсах фіз.-океаногр. та геоекологічних профілів. Наукові інтереси концентруються на ключових проблемах і розділах океанологічної науки. Вони охоплюють експериментальну та ядерну гідрофізику, геофіз. гідродинаміку та гідрохімію океану, а нині тісно пов'язані з розробленням і створенням основ, методів і засобів Глобал. океаногр. спостереж. системи Чорного моря, що є однією з осн. мор. програм Міжуряд. океаногр. комісії ЮНЕСКО і країн Чорномор. басейну. Дослідження Єремеєва в галузі ядерної гідрофізики були зорієнтовані на вивчення фундаментальних закономірностей формування просторового розподілу та динаміки полів штучної і природної радіоактивності Світ. океану та його морів, зокрема Чорного й Середземного. Він вивчав вплив наслідків Чорнобильської аварії на екосистему Чорного моря, розробив заг. теор. підходи до аналізу та прогнозу можливих наслідків мор. катастроф природ. й антропоген. характеру. Працює також над формуванням і розвитком геофіз. напряму в мор. екол. дослідженнях. Роботи цього профілю переважно спрямовані на вивчення регіон. проблем Чорномор. басейну, екваторіал. зони та шельфових р-нів Тропіч. Атлантики. Голова Комісії з проблем Світ. океану НАН України, Наук.-тех. ради з Нац. програми дослідж. і використання ресурсів Азово-Чорномор. басейну, ін. регіонів Світ. океану при Мін-ві освіти і науки України, представник України у викон. раді Міжуряд. океаногр. комісії ЮНЕСКО, гол. ред. наук.-теорет. «Морского гидрофизического журнала» та «Морского экологического журнала».
Помер 31 жовтня 2020 року.

## Наукові праці
Автор наукових праць з проблем хімічної океанографії, геохімії океану, ядерної гідрофізики і радіохімії морського середовища, експериментальної океанографії. Дослідив вплив наслідків Чорнобильської катастрофи на екосистему Чорного моря, розробив теоретичні засади аналізу та прогнозу можливих наслідків морських катастроф природного і антропогенного походження.